# Катеб Ясин
Кате́б Яси́н (фр. Kateb Yacine, араб. كاتب ياسين‎); настоящее имя Мохаммед Хеллути (фр. Mohammed Khellouti; 6 августа 1929, Константина — 28 октября 1989, Гренобль) — алжирский писатель

, поэт и драматург. Широко известен его роман «Неджма», благодаря которому Катеб Ясин считается одним из основателей современной алжирской литературы.

## Биография и творчество
Катеб Ясин родился в 1929 году в Константине (Алжир). Он происходил из образованной франкоязычной семьи; посещал вначале традиционную мусульманскую школу, а затем — французский лицей. 8 мая 1945 года, в возрасте 15 лет, принял участие в народном восстании в Сетифе. Восстание было жестоко подавлено, десятки тысяч алжирцев убиты, а мать Катеба Ясина лишилась рассудка. Сам он был арестован и провёл четыре месяца в тюрьме, а после освобождения оказался исключён из лицея. Впоследствии этот опыт станет определяющим для его творчества.
Катеб Ясин продолжил образование вначале в Аннабе, затем во Франции. В 1946 году вышел его первый поэтический сборник «Soliloque». С 1948 по 1950 год он был репортёром в Alger républicain. В 1950 году, после смерти отца, некоторое время работал портовым грузчиком. В 1951 году покинул Алжир и отправился во Францию. Там, в 1956 году, был издан его первый роман «Неджма». В последующие годы Катеб Ясин много путешествовал — в Италию, Бельгию, Германию, Тунис, Швецию, Россию, Грецию и т. д. — и вернулся в Алжир лишь в 1970 году. Там он создал собственную театральную труппу — ACT, «Action culturelle des travailleurs» — с которой давал спектакли, сочетавшие в себе актёрскую игру, пение и танец.
В 1989 году писатель умер в Гренобле от лейкемии. Его прах был погребён на кладбище Эль Алиа в Алжире.
Литературное творчество Катеба Ясина, писавшего преимущественно на французском языке, тесно связано с историей и культурой Алжира и имеет ярко выраженный антиколониальный характер. Вернувшись из Европы в Алжир, он стал писать злободневные, полемические пьесы на разговорном арабском языке, чтобы быть ближе публике из народа.

## Награды
Лауреат международной литературной премии «Лотос» (1979) и Большой национальной литературной премии (1988).